# 내각 불신임 결의

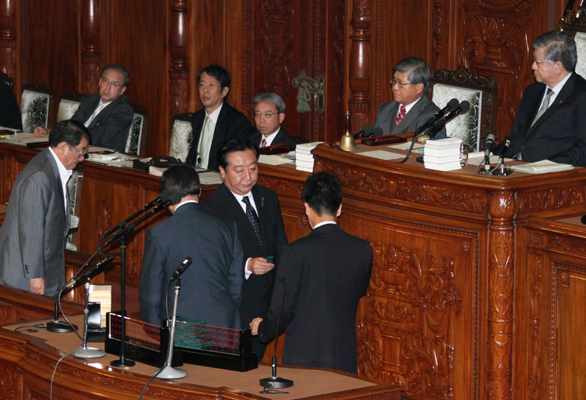
노다 내각에 대한 불신임 결의안에 투표하는 노다 요시히코(2012년 9월).

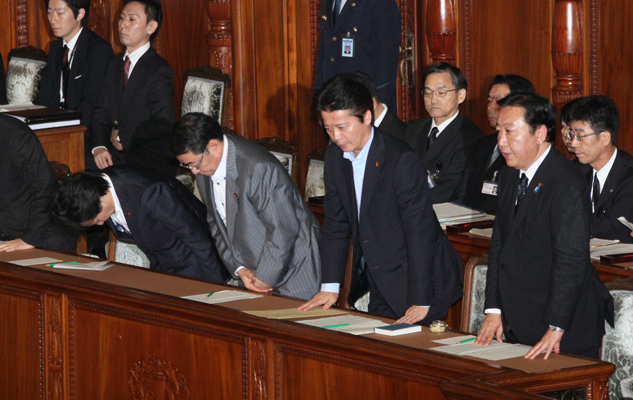
노다 내각에 대한 불신임 결의안이 부결되자 인사를 하고 있는 각료들(2012년 9월).

내각 불신임 결의(일본어: 内閣不信任決議)는 일본 국회가 일본 내각을 신임하지 않겠다는 결의로, 행정을 담당하는 특정 내각을 불신임하여 물러나게 할 것을 요구하는 결의다. 근거 규정은 「일본국 헌법」 제69조다.
의원내각제는 내각이 성립하기 위해선 반드시 의회의 신임을 받을 것을 요구하는 정부 형태다. 의회의 신임은 내각이 성립하기 위해서 필요하며 성립한 후에도 유지되어야 하기 때문에 의회의 신임을 얻어 내각이 성립했더라도 나중에 의회의 신임을 잃으면 내각은 물러나야 한다. 의회가 이 뜻을 표하는 것이 불신임 결의다. 의회가 내각을 불신임하면 내각은 총사직을 해야 하며 이를 거부한다면 의회를 해산해서 국민의 신임을 물어야 한다.
반대로 내각이 특정 행정권을 행사하도록 위임하는 것을 의회가 인정하는 내각 신임 결의도 있다. 내각 신임 결의도 내각을 신임할지 불신임할지가 핵심이라는 점에서 불신임 결의와 공통되는 부분이 있다. 불신임 결의안이 가결되거나 신임 결의안이 부결되면 내각이 의회의 신임을 잃었다는 뜻이므로 내각은 총사직하거나 의회를 해산해야 한다.

## 「일본 제국 헌법」
「일본 제국 헌법」하에서 내각과 국무대신에게 책임을 묻는 제도는 불신임 결의와 탄핵적 상주 두 가지가 있었다. 다만 일본 제국의 총리대신은 일본의 천황이 임명하지 제국의회의 신임을 구하지 않았기에 의회의 불신임 결의가 헌법상 가능은 했을지언정 법률적인 효력까지 가지지는 못했다.
한편 총리대신과 국무대신의 임면권이 천황에게 있었기에 제국의회가 내각을 신임하지 않는다는 취지로 천황에게 상주하여 천황의 선처를 구하는 방법도 있었다. 불신임 결의와 마찬가지로 법률적 강제력은 없었지만 제국의회의 상주권이 「일본 제국 헌법」 제49조를 통해 보장되어 있었기에 천황은 상주에 대해 반드시 답을 해야 했다. 따라서 이 경우 내각이 총사직을 하든가 중의원을 해산해야 했으며 천황이 조칙을 내려 중재할 수도 있었다.

## 「일본국 헌법」
중의원의 내각 불신임 결의와 내각 신임 결의는 「일본국 헌법」 제69조가 보장하는 권한이다. 내각은 제1원인 중의원의 지배 세력에 기초하여 존재하므로 내각이 중의원의 신임을 잃게 되면 존재를 더 이상 유지할 수 없게 된다. 이때 중의원이 「일본국 헌법」 제56조제2항에 따라 출석 의원 과반수가 찬성하여 내각 불신임 결의안을 통과시키거나 내각 신임 결의안을 부결시키면 내각은 총사퇴해야 한다. 이를 거부하기 위해선 10일 이내에 중의원을 해산해야 한다.
한편 「일본국 헌법」 제69조는 내각 불신임 결의안의 주체를 중의원으로 한정하고 있기에 중의원의 결의만으로 내각을 불신임할 수 있다. 참의원도 내각 불신임 결의를 할 수는 있으나 이는 「일본국 헌법」 제69조에 의한 내각 불신임 결의와는 다른 것으로 어떠한 법률적 효과도 생기지 않고 단지 정치적 효과만이 발생한다.
내각 불신임 결의안이나 내각 신임 결의안이 중의원에 제출되면 중의원과 참의원의 본회의·위원회에 내각이 제출한 모든 의안의 심의·심사·질의가 즉시 정지된다.

### 결의 내용

#### 내각 불신임 결의
「일본국 헌법」 제69조가 규정하는 불신임은 현재 행정을 담당하고 있는 내각을 신임하지 않고 퇴진을 요구하는 의사 표현이다. 결의안에 명문으로 불신임을 기술할 필요는 없지만 적어도 불신임한다는 의사는 명확히 전달해야 한다. 국회의원이 내각 불신임에 관한 의견을 제출하거나 결의안을 발의하려면 국회의원 50명 이상의 서명을 받아 이유를 제시하여 의장에게 제출해야 한다. 따라서 내각 불신임 결의안을 제출하려면 발의자 1명과 서명자 50명을 포함해 최소 51명이 필요하다.
다른 의안과 마찬가지로 내각 불신임 결의안도 의장의 자문을 받아 의원운영위원회가 의사 일정을 작성한다. 다만 내각 불신임 결의안은 다른 의안보다 우선적으로 처리해야 하므로 아직 국회가 채 구성되지 않았다거나 일사부재의 원칙에 저촉되거나 하는 등의 특별한 사유가 없는 이상 신속하게 처리되어야 한다. 또한 중의원 해산은 모든 의사 활동에 우선하므로 해산 조서가 내려지면 의장은 모든 의사 활동을 즉시 중지하고 조서를 낭독해야 하므로 내각 불신임 결의안도 상정되지 않은 채 폐안된다. 일반적으로 내각 불신임 결의안은 상임위원회 심사를 생략하고 바로 본회의에 상정하는 것이 관례다. 그리고 국회의원 신분인 채로 입각한 각료들은 내각 불신임 결의안을 심의할 때는 의원석이 아니라 대신석에 앉는 것 또한 관례다.
「중의원 규칙」제148조에 따라 내각 불신임 결의안의 의사 진행은 취지 설명, 반대 토론, 찬성 토론, 표결, 결과 발표의 순이다. 표결이 끝나기 전에는 의사당을 나갈 수 없다.
표결 방법은 결의안을 본회의에 상정하기 전에 의원운영위원회가 결정한다. 일반적으로는 기명 투표가 이루어진다. 본회의장의 각 의석에 의원들의 이름이 기재된 백색과 청색 두 개의 목패가 준비되어 있는데 결의안에 찬성하는 의원들은 백색 목패(백표)를, 반대하는 의원들은 청색 목패(청표)를 참사에게 교부하여 투표한다. 투표할 때는 본회의장을 폐쇄하기 때문에 의원들은 의사당 밖으로 나갈 수 없다. 이는 투표가 어느 정도 시간이 걸리는데 의원들의 출입을 통제하지 않으면 통과 기준이 되는 출석 의원의 수가 계속 바뀌기 때문이다. 또한 사전에 백표와 청표만이 준비되므로 무효표가 생기지 않는다. 국회 일정에서 또다른 우선 순위를 가지는 내각총리대신 지명 선거와는 차이점이 크게 두 가지 있다. 하나는 통과 기준이 출석 의원이 아니라 재적 의원이므로 본회의장을 폐쇄하는 절차가 없다. 또한 내각 불신임 결의안과 달리 총리대신 선거는 투표 용지를 배부하는데 반드시 의원이 직접 이름을 써야만 유효하기 때문에 이름을 쓰지 않아 무효표가 생길 수 있다.
특별한 사정이 없다면 여당은 내각 불신임 결의안에 찬성할 이유가 없다. 그런데 제1야당마저 불신임에 동조하지 않고 기권을 한다면 부결될 것이 너무나 뻔해진다. 이럴 땐 의회운영위원회가 기명 투표가 아니라 기립 투표를 결정할 수 있다. 또한 기명 투표를 하려면 1/5 이상의 동의가 필요한데 내각 불신임 결의안을 제출하면서 1/5 이상의 서명을 받지 못했을 때도 기립 투표를 할 수 있다. 기립 투표가 이루어진 적은 1975년 7월 3일 미키 내각 때, 1982년 8월 18일 스즈키 젠코 내각 때, 2013년 12월 6일 제2차 아베 내각 때 총 세 차례뿐이었고 모두 부결되었다. 특히 2013년의 사례는 서명 단계에서 1/5을 모으지 못했다.
야당이 내각과 대립할 때 확실하게 내각을 무너뜨릴 수 있는 절대적인 수단이므로 전가의 보도라고도 한다. 또한 야당은 정부여당을 견제하는 것이 본분이므로 불신임에 동조하지 않는 경우 불신임안을 반대하기보다 기권·결석하는 것이 일반적이다.
그런데 의원내각제는 의회의 신임을 얻어야 내각이 출범할 수 있으므로 통상 단독이든 연립이든 여당이 과반수 의석을 점하는 경우가 일반적이다. 따라서 여당이 분열하는 일이 없는 이상 내각 불신임 결의안이 가결되는 일은 드물고 실제로도 네 차례밖에 없었다. 또한 일사부재의 원칙에 따라 내각 불신임 결의안이 한 번 부결되면 동일 회기에는 더 이상 제출할 수 없다. 야당으로선 내각에 대한 대항 수단이 사라지게 되므로 결의안 제출을 신중하게 검토하게 된다. 그렇다 보니 야당은 회기가 끝날 무렵이나 중의원 해산이 다가올 무렵에 내각 불신임 결의안을 제출하는 경우가 많으며 여당도 이에 대항해 제출 전에 의회를 해산해 버리는 사례도 많다. 여당이 분열한 경우에는 회기나 국회 임기가 끝나기 전이라도 제출하는 사례가 있으며 여당의 일부가 실제로 동조할 가능성이 있다고 여겨질 때는 내각이 미리 총사퇴를 하기도 한다.
웨스트민스터 체제에서는 예산안이 부결되는 것도 내각에 대한 불신임으로 간주한다. 일본도 제국의회 시절에는 국무대신의 보필 책임과 연관지어 예산안이 부결되면 내각이 총사직하거나 중의원을 해산하도록 천황에게 진언하는 것이 관례였다. 신헌법 시행 이후로는 중의원 본회의에서 예산안이 부결된 사례가 없으며 현행 헌법에 예산안과 연관지어 내각이 총사직하거나 중의원을 해산할 수 있는 명문 규정도 없다.

#### 내각 신임 결의
「일본국 헌법」 제69조가 규정하는 신임은 현재 행정을 담당하고 있는 내각의 행정권 행사를 위임한다는 의사 표현이다. 내각 신임 결의안 제출 요건은 내각 불신임 결의안 제출 요건과 동일하다.
내각 불신임 결의와 상반되는 성격이므로 내각 신임 결의안이 부결되면 내각 불신임 결의안이 가결된 것과 같은 효과가 발생한다. 따라서 내각은 10일 이내로 중의원을 해산하지 않으면 총사직을 해야 한다.
차이점이라면 내각 불신임 결의안은 주로 야당이 발의하지만 내각 신임 결의안은 주로 여당이 발의한다는 점이다. 하지만 국회의 신임을 얻어야 내각이 성립할 수 있기 때문에 특별한 상황이 아닌 이상 내각 신임 결의안이 제출되는 일은 드물다. 실제로 제출되었던 적이 있지만 이들은 야당의 의사 진행 방해에 대항하기 위한 수단 혹은 참의원이 총리대신 문책 결의안을 통과시킨 것에 대한 대항으로 사용되었다. 또한 지금까지 내각 신임 결의안이 부결된 적은 한 번도 없다.
야당이 사용하는 의사 진행 방해 방법으로 개별 각료에게 불신임을 난발하는 경우가 있다. 이것 역시 불신임안이므로 다른 일반 의안에 우선해서 처리되어야 하고 각료의 수만큼 불신임안을 제출하면 그만큼 의사 운영을 연기할 수 있다. 이에 대한 여당의 주효한 대응책이 내각 신임 결의안이다. 의사 진행의 일반적 원칙 중 하나가 현상 긍정적 의안과 현상 부정적 의안이 대립할 때는 전자를 우선해서 처리하기 때문이다. 개별 각료의 불신임안이 제출되어도 내각 전체에 대한 신임 결의안을 제출해서 이를 통과시키면 개별 각료의 불신임안은 자연스럽게 부결된 것으로 간주된다. 그리고 일사부재의의 원칙에 따라 야당은 당해 회기가 끝나기 전까지는 더 이상 개별 각료에 대한 불신임안을 제출할 수 없게 된다.
또한 참의원이 총리대신 문책 결의안을 통과시켰을 때 중의원이 내각을 신임한다는 의사를 표명하기 위해 내각 신임 결의안을 활용할 수 있다.
지금까지 내각 신임 결의안은 총 세 차례 제출되었다. 첫 번째는 1956년 5월 1일에 제출되었는데 이는 일정을 추가하는 안건에 따라 긴급 상정되었지만 해당 안건이 가결된 후 제출자가 의안을 철회해서 내각 신임 결의안은 표결도 하지 않은 채 끝났다. 두 번째는 1992년 6월 12일에 제출되었는데 여당인 자유민주당이 제출하고 공명당과 민사당이 동조하여 통과됐다. 마지막 세 번째는 2008년 6월 11일로 야당인 민주당이 참의원의 과반수를 점하여 총리대신 문책 결의안을 헌정 사상 처음 통과시키자 연립 여당인 자민당과 공명당이 내각 신임 결의안을 제출해 다음 날 통과시켰다.
내각 신임 결의안도 불신임 결의안과 마찬가지로 본회의가 열리기 전에 의원운영위원회가 표결 방법을 결정하는데 역시 기명 투표가 일반적이다. 백표가 찬성을, 청표가 반대를 의미하는 것도 동일하다.
내각 신임 결의안을 내각이 직접 제출할 수 있는가 하는 논의가 있다. 내각 신임 결의가 내각을 신임하겠다는 국회의 의사 표현이므로 국회만이 주체가 될 수 있다는 소극설이 일반적인 견해지만 「일본국 헌법」 제69조에 따라 중의원이 내각을 신임하도록 내각이 중의원에 요구할 수 있는 권리가 있다는 적극설도 있다. 그런데 소극설의 입장을 따라도 각의결정된 내각 신임 결의안을 국무대신인 국회의원이 요건을 충족해 제출하라 수 있으므로 큰 차이는 없다.

### 결의의 효과
내각 불신임 결의안이 부결되거나 내각 신임 결의안이 가결되면 내각은 의회의 신임을 계속 받는 것으로 간주하지만 내각 불신임 결의안이 가결되거나 내각 신임 결의안이 부결되면 내각은 의회의 신임을 잃은 것으로 간주한다. 내각이 의회의 신임을 잃으면 마땅히 내각은 총사직해야만 하며 이를 거부하기 위해선 10일 이내에 중의원을 해산해야만 한다. 따라서 내각 불신임 결의안이 가결되거나 내각 신임 결의안이 부결되어도 내각은 즉시 총사직하는 게 아니라 10일 동안은 내각을 유지할 수 있다.
내각 총사퇴를 선택하면 「국회법」에 근거해 즉시 양원에 통지하고 헌법의 규정에 따라 내각총리대신 지명 선거를 시행한다.
중의원 해산을 선택하면 해산한 날부터 40일이 지나기 전에 중의원 의원 총선거를 시행하고 선거일부터 30일이 지나기 전에 특별국회를 소집해야 한다. 이는 「일본국 헌법」 제54조제1항에 따른 것이다. 하지만 「일본국 헌법」 제70조에 따라 총선 결과에 상관없이 총선 후 처음 국회가 소집되었을 때 내각은 총사직해야 한다. 이는 총리대신을 지명한 중의원이 해산돼 존재하지 않게 되었고 총선을 치러 새로운 중의원이 구성되었으니 설령 동일 인물이 총리대신으로 지명되더라도 내각은 새로운 신임에 기초해 탄생한 것이라는 취지를 따른 것이다.
중의원을 해산하기 위해선 중의원에서 내각 불신임 결의안이 가결되거나 내각 신임 결의안이 부결되어야만 한다는 학설이 있다. 하지만 이 학설의 근거가 되는 「일본국 헌법」 제69조는 중의원이 내각을 불신임했을 때 내각의 진퇴를 규정한 것이지 내각을 중의원 해산을 위한 실질적 결정권을 가진 주체로 규정한 것이 아니므로 중의원이 내각을 불신임한 것과 내각이 중의원을 해산하는 것엔 연관성이 없다는 주장도 있다.

### 역대 결의안
| 회차 | 본회의 표결일    | 내각                       | 결의안 | 찬성 | 반대 | 표차 | 결과 | 비고                                                                                                  |
| ---- | ---------------- | -------------------------- | ------ | ---- | ---- | ---- | ---- | --- |
| 4    | 1948년 12월 23일 | 제2차 요시다 내각          | 불신임 | 227  | 130  | 97   | 가결 | 당일에 중의원 해산(담합 해산) 기명 투표 중에서 최대 표차로 가결                                       |
| 7    | 1950년 5월 1일   | 제3차 요시다 내각          | 불신임 | 143  | 256  | 113  | 부결 | |
| 13   | 1952년 6월 26일  | 제3차 요시다 내각          | 불신임 | 113  | 234  | 121  | 부결 | |
| 15   | 1953년 3월 14일  | 제4차 요시다 내각          | 불신임 | 229  | 218  | 11   | 가결 | 당일에 중의원 해산(바카야로 해산) 기명 투표 중에서 최소 표차로 가결                                   |
| 19   | 1954년 4월 24일  | 제5차 요시다 내각          | 불신임 | 208  | 228  | 20   | 부결 | 기명 투표 중에서 최소 표차로 부결                                                                     |
| 20   | 1954년 12월 7일  | 제5차 요시다 내각          | 불신임 | -    | -    | -    | 미결 | |
| 24   | 1956년 5월 1일   | 제3차 하토야마 이치로 내각 | 신임   | -    | -    | -    | 철회 | 취지 설명 전에 발의자가 철회                                                                          |
| 24   | 1956년 6월 1일   | 제3차 하토야마 이치로 내각 | 불신임 | 151  | 258  | 107  | 부결 | |
| 26   | 1957년 5월 17일  | 제1차 기시 내각            | 불신임 | 151  | 249  | 98   | 부결 | |
| 28   | 1958년 4월 25일  | 제1차 기시 내각            | 불신임 | -    | -    | -    | 미결 | 토론 중에 중의원 해산(상의 해산)                                                                      |
| 31   | 1959년 3월 28일  | 제2차 기시 내각            | 불신임 | 142  | 253  | 111  | 부결 | |
| 38   | 1961년 6월 8일   | 제2차 이케다 내각          | 불신임 | -    | -    | -    | 미결 | |
| 46   | 1964년 6월 24일  | 제3차 이케다 내각          | 불신임 | 164  | 270  | 106  | 부결 | |
| 51   | 1966년 5월 14일  | 제1차 사토 내각            | 불신임 | 144  | 226  | 82   | 부결 | |
| 56   | 1967년 8월 7일   | 제2차 사토 내각            | 불신임 | 156  | 235  | 79   | 부결 | |
| 61   | 1969년 7월 30일  | 제2차 사토 내각            | 불신임 | 182  | 250  | 68   | 부결 | |
| 67   | 1971년 12월 24일 | 제3차 사토 내각            | 불신임 | 178  | 283  | 105  | 부결 | |
| 68   | 1972년 6월 15일  | 제3차 사토 내각            | 불신임 | 159  | 267  | 108  | 부결 | |
| 71   | 1973년 9월 22일  | 제2차 다나카 가쿠에이 내각 | 불신임 | 190  | 252  | 62   | 부결 | |
| 73   | 1974년 7월 31일  | 제2차 다나카 가쿠에이 내각 | 불신임 | 197  | 265  | 68   | 부결 | |
| 75   | 1975년 7월 3일   | 미키 내각                  | 불신임 | 소수 | 다수 | 불명 | 부결 | 기립 표결                                                                                             |
| 76   | 1975년 12월 19일 | 미키 내각                  | 불신임 | 194  | 254  | 60   | 부결 | |
| 78   | 1976년 11월 4일  | 미키 내각                  | 불신임 | -    | -    | -    | 미결 | |
| 88   | 1979년 9월 7일   | 제1차 오히라 내각          | 불신임 | -    | -    | -    | 미결 | 취지 설명 전에 중의원 해산(증세 해산)                                                                 |
| 91   | 1980년 5월 16일  | 제2차 오히라 내각          | 불신임 | 243  | 187  | 56   | 가결 | 3일 뒤에 중의원 해산(해프닝 해산)                                                                     |
| 96   | 1982년 8월 18일  | 스즈키 젠코 내각           | 불신임 | 소수 | 다수 | 불명 | 부결 | 기립 표결                                                                                             |
| 98   | 1983년 5월 24일  | 제1차 나카소네 내각        | 불신임 | 122  | 161  | 139  | 부결 | |
| 100  | 1983년 11월 28일 | 제1차 나카소네 내각        | 불신임 | -    | -    | -    | 미결 | 취지 설명 전에 중의원 해산(다나카 판결 해산)                                                          |
| 113  | 1988년 12월 23일 | 다케시타 내각              | 불신임 | 191  | 286  | 95   | 부결 | |
| 123  | 1992년 6월 14일  | 미야자와 내각              | 신임   | 326  | 128  | 198  | 가결 | |
| 126  | 1993년 6월 18일  | 미야자와 내각              | 불신임 | 255  | 220  | 35   | 가결 | 당일에 중의원 해산(거짓말쟁이 해산)                                                                   |
| 129  | 1994년 6월 25일  | 하타 내각                  | 불신임 | -    | -    | -    | 미결 | |
| 132  | 1995년 6월 13일  | 무라야마 내각              | 불신임 | 189  | 290  | 101  | 부결 | |
| 141  | 1997년 12월 11일 | 제2차 하시모토 내각        | 불신임 | 219  | 268  | 49   | 부결 | |
| 142  | 1998년 6월 12일  | 제2차 하시모토 내각        | 불신임 | 207  | 273  | 66   | 부결 | |
| 145  | 1999년 8월 11일  | 오부치 내각                | 불신임 | 134  | 354  | 220  | 부결 | |
| 147  | 2000년 6월 2일   | 제1차 모리 내각            | 불신임 | -    | -    | -    | 미결 | 취지 설명 전에 중의원 해산(신의 나라 해산)                                                            |
| 150  | 2000년 11월 21일 | 제2차 모리 내각            | 불신임 | 190  | 237  | 47   | 부결 | 가토의 난                                                                                             |
| 151  | 2001년 3월 5일   | 제2차 모리 내각            | 불신임 | 192  | 274  | 82   | 부결 | |
| 154  | 2002년 7월 30일  | 제1차 고이즈미 내각        | 불신임 | 185  | 280  | 95   | 부결 | |
| 156  | 2003년 7월 25일  | 제1차 고이즈미 내각        | 불신임 | 178  | 287  | 109  | 부결 | |
| 159  | 2004년 6월 15일  | 제2차 고이즈미 내각        | 불신임 | 193  | 280  | 87   | 부결 | |
| 162  | 2005년 8월 8일   | 제2차 고이즈미 내각        | 불신임 | -    | -    | -    | 미결 | 취지 설명 전에 중의원 해산(우정 해산)                                                                 |
| 165  | 2006년 12월 15일 | 제1차 아베 신조 내각       | 불신임 | 134  | 335  | 201  | 부결 | |
| 166  | 2007년 6월 29일  | 제1차 아베 신조 내각       | 불신임 | 130  | 330  | 200  | 부결 | |
| 169  | 2008년 6월 12일  | 후쿠다 야스오 내각         | 신임   | 316  | 10   | 326  | 가결 | 전날에 참의원에서 총리대신 문책 결의가 가결 내각 신임 표결안에 대한 기명 투표 중에서 최대 표차로 가결 |
| 171  | 2009년 7월 14일  | 아소 내각                  | 불신임 | 139  | 333  | 194  | 부결 | 당일에 참의원에서 총리대신 문책 결의가 가결 7일 뒤에 중의원 해산(정권 교체 해산)                      |
| 174  | 2010년 6월 16일  | 간 내각                    | 불신임 | 153  | 315  | 162  | 부결 | |
| 177  | 2011년 6월 2일   | 간 내각                    | 불신임 | 152  | 293  | 141  | 부결 | |
| 180  | 2012년 8월 9일   | 노다 내각                  | 불신임 | 86   | 246  | 160  | 부결 | |
| 185  | 2013년 12월 6일  | 제2차 아베 신조 내각       | 불신임 | 소수 | 다수 | 불명 | 부결 | 기립 표결                                                                                             |
| 189  | 2015년 9월 18일  | 제3차 아베 신조 내각       | 불신임 | 139  | 325  | 186  | 부결 | |
| 190  | 2016년 5월 31일  | 제3차 아베 신조 내각       | 불신임 | 124  | 345  | 221  | 부결 | |
| 192  | 2016년 12월 15일 | 제3차 아베 신조 내각       | 불신임 | 119  | 342  | 223  | 부결 | |
| 193  | 2017년 6월 15일  | 제3차 아베 신조 내각       | 불신임 | 123  | 342  | 219  | 부결 | |
| 196  | 2018년 7월 20일  | 제4차 아베 신조 내각       | 불신임 | 135  | 320  | 185  | 부결 | |
| 198  | 2019년 6월 25일  | 제4차 아베 신조 내각       | 불신임 | 134  | 323  | 189  | 부결 | |
| 204  | 2021년 6월 15일  | 스가 내각                  | 불신임 | 134  | 322  | 188  | 부결 | |
| 208  | 2022년 6월 9일   | 제2차 기시다 내각          | 불신임 | 106  | 346  | 240  | 부결 | 기명 투표 중에서 최대 표차로 부결                                                                     |
| 211  | 2023년 6월 16일  | 제2차 기시다 내각          | 불신임 | 107  | 342  | 235  | 부결 | |
| 212  | 2023년 12월 13일 | 제2차 기시다 내각          | 불신임 | 167  | 288  | 121  | 부결 | |

### 논점

#### 일사부재의
국회에서 안건이 부결되었을 때 해당 회기가 끝나지 않으면 같은 안건을 다시 제출할 수 없는데 이 원칙을 일사부재의라 한다. 이는 내각 불신임 결의안에도 똑같이 미친다. 이를 이용해 내각 신임 결의안을 가결하여 필리버스터를 목적으로 한 개별 각료에 대한 불신임 결의안 상정을 저지한 적도 있었다. 하지만 사정변경의 원칙이 적용되면 일사부재의의 예외 사안이 될 수 있다. 이때 이전의 결의안이 무효임을 따로 의결할 필요가 있는가 하는 논의가 있다.
한편 총리대신도 국회의원이므로 의회의 질서를 어지럽혔다는 이유로 국회의원에서 제명한다면 총리대신의 자격도 상실하게 된다. 이는 사실상 총리대신을 궐위하게 만드는 효과를 가지는데 이를 통해 사실상 내각 총사직을 유도할 수 있다.

#### 각료 불신임 결의
내각 전체가 아니라 개별 각료를 대상으로 불신임 결의를 할 수도 있는데 이는 「일본국 헌법」 제69조가 상정하는 바가 아니며 법률적으로 강제 효과가 발동하지도 않는다. 다만 일반적으로 개별 각료에 대한 불신임 결의는 내각 전체의 기본 정책에 대한 불신임의 의사 표시로 받아들여지며 이때 내각이 총사직하거나 중의원을 해산할 수 있다고 해석한다. 다만 지금까지 개별 각료가 불신임된 적은 1952년 통산상 이케다 하야토에 대한 결의뿐이며 이땐 이케다가 혼자 내각을 떠났다.
내각 불신임 결의안 혹은 내각 신임 결의안은 개별 각료에 대한 불신임 결의안보다 선결 안건이므로 내각 불신임 결의안이 부결되거나 내각 신임 결의안이 가결되면 동일 회기 내에는 개별 각료에 대한 불신임 결의가 일사부재의 원칙에 따라 부정된다.

#### 참의원의 문책 결의
참의원이 문책 결의하는 것은 합의체인 내각 전체가 아니라 총리대신이나 국무대신 개인에 대한 문책이다. 실례로는 1954년 4월 23일 검사총장에 대한 법무상의 지휘권 발동에 대해 내각에 경고하는 결의안이 가결된 사례가 있다. 하지만 참의원의 문책 결의는 정치적 효과만 가질 뿐 법적인 구속력은 없다. 「일본국 헌법」 제69조가 내각을 불신임할 수 있는 주체로 중의원만 규정해 두었기 때문에 참의원은 내각을 불신임할 수는 없고 다만 문책만 할 수 있다.

## 같이 보기
- 중의원 해산

### 내용주
1. ↑  1948년 연립 여당 내에서 예산안 조정이 이루어지지 않았을 때 예산위원회가 정부안을 철회하는 안건을 가결시켜 내각이 총사직한 사례는 있다.
2. 1 2  내각 불신임 결의안이 제출되었지만 내각이 총사직하여 본회의에 상정되지 못했다. 기재된 날짜는 내각이 총사직한 날이다.
3. 1 2 3 4 5  내각 불신임 결의안이 제출되었지만 중의원이 해산되어 본회의에서 표결이 이루어지지 않았다. 기재된 날짜는 중의원이 해산된 날이다.
4. 1 2  내각 불신임 결의안이 제출되었지만 본회의에 상정되기 전에 회기가 종료되어 폐안됐다. 기재된 날짜는 회기가 종료된 날이다.

### 참조주
1. 1 2 3  松澤 (1987) p.120
2. 1 2 3  阿部 (1991) p.228
3. 1 2  阿部 (1991) p.230
4. 1 2  美濃部 (1926) （1999年復刻版） pp.309-310
5. ↑  行政制度研究会編 (1983) p.122
6. 1 2 3  佐藤 (1984) p.842
7. 1 2  松澤 (1987) pp.122-123
8. ↑  参議院総務委員会調査室編 (2009) p.319
9. ↑  伊藤 (1995) p.522
10. 1 2  佐藤 (1984) p.844
11. 1 2  衆議院先例集 平成15年版 2.3.13 (373) p.456
12. ↑  松澤 (1987) p.341
13. ↑  浅野・河野 (2003) p.35
14. ↑  参議院総務委員会調査室編 (2009) p.118
15. 1 2 3  浅野・河野 (2003) p.85
16. ↑  松澤 (1987) p.524
17. ↑  松澤 (1987) p.526
18. ↑  松澤 (1987) pp.526-530
19. ↑  松澤 (1987) pp.526-527
20. ↑  内閣不信任案を起立採決 戦後3例目の「略式」 共同通信社、2013年12月6日22時40分。
21. ↑  大塚 (2007) p.247
22. 1 2  参議院総務委員会調査室編 (2009) p.320
23. 1 2 3  松澤 (1987) p.121
24. ↑  伊藤 (1995) p.518
25. ↑  佐藤 (1991) p.58
26. ↑  激論!クロスファイア、2011年7月23日。
27. ↑  伊藤 (1995) p.523
28. ↑  松澤 (1987) p.123

## 참고 문헌
- 浅野一郎・河野久『新・国会事典―用語による国会法解説』有斐閣、2003年
- 芦部信喜編『演習憲法』青林書院、1984年
- 阿部照哉『青林教科書シリーズ 憲法 改訂』青林書院、1991年
- 伊藤正己『憲法 第三版』弘文堂、1995年
- 大塚康男『議会人が知っておきたい危機管理術』ぎょうせい、2007年
- 行政制度研究会編『現代行政全集1政府』ぎょうせい、1983年
- 佐藤功『新版 憲法（下）』有斐閣、1984年
- 佐藤幸治編『要説コンメンタール 日本国憲法』三省堂、1991年
- 参議院総務委員会調査室編『議会用語事典』学陽書房、2009年
- 衆議院先例集 平成15年版 2.3.13 (373)
- 樋口陽一・中村睦男・佐藤幸治・浦部法穂『注解法律学全集3 憲法III（第41条〜第75条）』青林書院、1998年
- 福岡政行『変わる!政治のしくみ』PHP研究所、2010年
- 松澤浩一『議会法』ぎょうせい、1987年
- 美濃部達吉『憲法撮要 改訂第5版』有斐閣、1926年（1999年復刻版）
- 宮沢俊義『コンメンタール全訂日本国憲法』日本評論社、1978年
- 宮下忠安・小竹雅子『もっと知りたい!国会ガイド』岩波書店、2005年